# Bernardia mazatlana
Bernardia mazatlana är en törelväxtart som beskrevs av Marcus Eugene Jones. Bernardia mazatlana ingår i släktet Bernardia och familjen törelväxter. Inga underarter finns listade i Catalogue of Life.